# Fulleren
 Fulleren  là một xã thuộc tỉnh Haut-Rhin trong vùng Grand Est, đồng bắc Pháp. Xã này có diện tích 5,31 km², dân số năm 1999 là 337 người. Khu vực này có độ cao trung bình 360 mét trên mực nước biển.